# Fantomas (film, 1964)
Pour les articles homonymes, voir Fantômas (homonymie).
Série Trilogie Fantomas
Fantomas se déchaîne
(1965)
Pour plus de détails, voir Fiche technique et Distribution.
Fantomas est une comédie policière franco-italienne d'André Hunebelle sortie en 1964.
C'est le premier film de la trilogie d'André Hunebelle consacrée au criminel de fiction, avant Fantomas se déchaîne en 1965 et Fantomas contre Scotland Yard en 1967. À sa sortie, il a attiré 4,5 millions de spectateurs dans les salles françaises et 45,5 millions de spectateurs en URSS.

## Synopsis

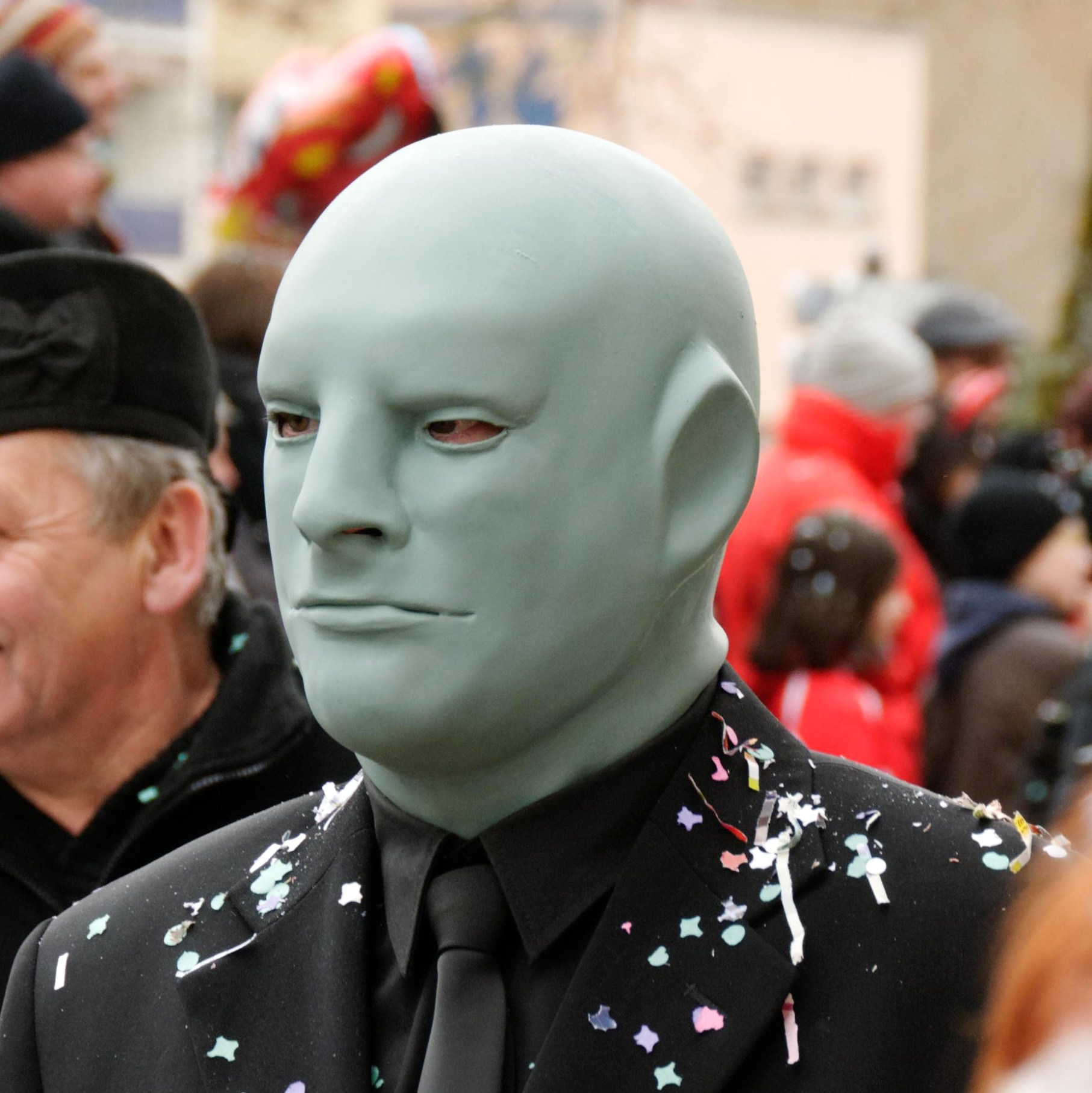
Déguisement de Fantômas porté au carnaval de Belfort, en 2013.

Place Vendôme, le richissime lord Geoffroy Shelton arrive en Rolls-Royce pour faire ses emplettes chez Van Cleef, quelques bijoux pour son épouse lady Maud Beltham. Il y en a pour 5,5 millions de francs, précise le vendeur, qu'il paie avec un chèque dont l'encre s'efface après le départ de Shelton, le jour même où le commissaire Juve annonce la prochaine arrestation du célèbre malfaiteur qui se fait appeler Fantômas, auteur de plusieurs méfaits. Ainsi commence le film.
Fandor, journaliste au quotidien Le Point du jour et fiancé d'Hélène, décide d'enquêter sur cet étrange personnage qui se montre toujours masqué ou grimé. Il le croit une pure invention de la police, désireuse de se mettre en valeur. Pour le prouver, il fait paraître une fausse entrevue du criminel dans le quotidien qui l'emploie. Furieux, Fantômas fait enlever le journaliste et lui ordonne de révéler son imposture dans un nouvel article qu'il doit publier sous 48 heures. À peine libéré, Fandor est arrêté par le commissaire Juve. Pendant sa garde à vue, un nouvel article, guère plus élogieux que le précédent à l'égard de Fantômas, paraît à l'insu de Fandor. Le malfaiteur enlève de nouveau le journaliste et le retient prisonnier dans son repaire secret, sous la garde d'hommes de main et de Lady Beltham, sa mystérieuse compagne.
Désireux d'appréhender Fantômas, Juve lui tend un piège. À la une du Point du jour, il défie le malfaiteur en annonçant que sur la terrasse Martini, aux Champs-Élysées, vont défiler des mannequins parés par les plus grands joailliers parisiens. Mais, sous les traits de Fandor, Fantômas s'empare des bijoux après avoir fait inhaler un gaz soporifique aux mannequins ainsi qu'aux policiers en faction. Par la même occasion, il enlève Hélène dont il s'est épris et qu'il espère séduire. Il s'échappe en hélicoptère tandis que Juve le poursuit sur les toits puis, accroché à une grue, tombe sur le tas de sable d'un chantier voisin.
Pour Juve, Fandor et Fantômas ne font qu'un. Mais ce dernier fusille la devanture d'un cinéma puis dévalise les clients d'un casino, cette fois-ci sous les traits du commissaire. Ridiculisé et confondu par de nombreux témoins, Juve clame son innocence devant son adjoint l'inspecteur  Bertrand qui refuse de le croire. Juve est mis en prison. Lady Beltham qui, par un subterfuge de Fandor, connaît l'infidélité de Fantômas, se venge en libérant les deux fiancés qui se retrouvent au milieu de nulle part dans une voiture avec un mot de la complice de Fantômas. Mais cette dernière a saboté les freins de la voiture et Fandor et Hélène en réchappent de peu. Au commissariat, tous deux racontent ce qu'ils ont découvert mais Bertrand, incrédule et convaincu de la complicité de Fandor avec Fantômas, le fait incarcérer aux côtés du commissaire. Un vieux gardien les aide à s'évader, les emmène hors de Paris puis les fait monter dans une voiture. C'est Fantômas qui, sous un nouveau déguisement, veut se débarrasser d'eux. Constatant l'évasion, Bertrand comprend son erreur et lance la recherche. Trois gendarmes à moto poursuivent Fantômas dont le véhicule, équipé de gadgets, parvient à neutraliser deux d'entre eux. Fandor assène un coup à Fantômas et provoque un accident. Mais le malfaiteur en réchappe et s'enfuit sur la moto du dernier gendarme, inconscient après une chute. Juve et Fandor poursuivent Fantômas sur un train de marchandises, en voiture puis en hélicoptère, au large des côtes où il a pris la mer sur une embarcation. De l'hélicoptère, Juve se fait déposer sur le sous-marin où le criminel vient de s'enfermer. L'appareil s'enfonce dans la mer. Secouru in extremis par Fandor et Hélène, le commissaire promet d'appréhender Fantômas.

## Fiche technique
- Titre original : Fantomas
- Réalisation : André Hunebelle, assisté de Jacques Besnard
- Scénario : Jean Halain et Pierre Foucaud, d'après les personnages du roman éponyme de Marcel Allain et Pierre Souvestre
- Musique : Michel Magne
- Décors : Paul-Louis Boutié
- Costumes : Mireille Leydet
- Photographie : Marcel Grignon
- Son : René-Christian Forget
- Montage : Jean Feyte
- Effets spéciaux :
  - Cascades : Gil Delamare
  - Création des masques : Gérard Cogan
- Coordination des combats et des cascades : Claude Carliez
- Production : Luciano Ercoli, Cyril Grize et Alberto Pugliese
- Sociétés de production : Gaumont , Production artistique et cinématographique (France) ; Produzioni cinematografiche Mediterranee (Italie)
- Société de distribution : Gaumont
- Studios : Studios de Boulogne
- Budget : 3,3 millions de francs[2] (soit environ 5,3 millions d'euros en 2024[3])
- Pays de production :  France/ Italie
- Langue originale : français
- Format : couleur (Eastmancolor) - 35 mm - 2,35:1 (Franscope) - son mono
- Genre : comédie policière
- Durée : 104 minutes
- Dates de sortie :
  - France : 4 novembre 1964
  - Belgique : 5 février 1965

## Distribution

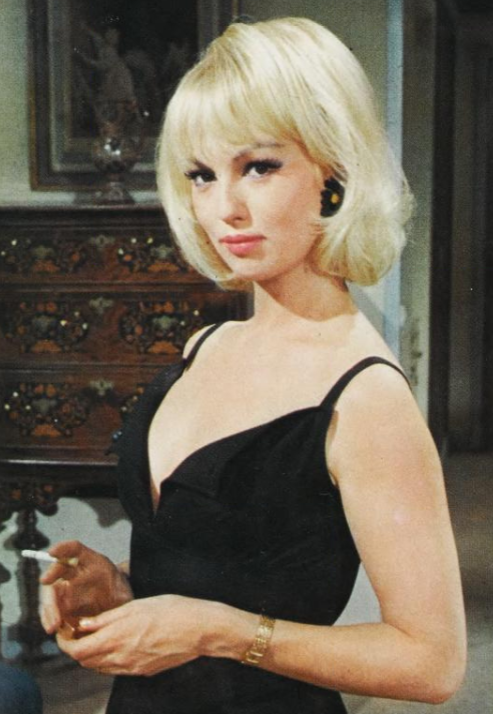
Mylène Demongeot incarne le principal personnage féminin du film.

- Jean Marais : le journaliste Jérôme Fandor / Fantômas
  - Raymond Pellegrin : Fantômas (voix)
- Louis de Funès : le commissaire Paul Juve
- Mylène Demongeot : Hélène Gurn
- Jacques Dynam : l'inspecteur Michel Bertrand
- Robert Dalban : le directeur du journal Le Point du jour
- Marie-Hélène Arnaud : Lady Maud Beltham
- Anne-Marie Peysson : la speakerine
- Christian Toma : l'inspecteur Pierre
- Michel Duplaix : l'inspecteur Léon
- Andrée Tainsy : l'habilleuse
- Hugues Wanner : M. Royer
- Henri Attal : un homme de main de Fantômas
- Jacques Berger : le directeur du casino
- Pierre Collet : un agent qui arrête le commissaire Juve
- Henri Guégan : (?)
- Rudy Lenoir : un invité à la réception / le gardien-chef
- Jacques de Lanoye : secrétaire général de l'union des bijoutiers
- Jean Minisini : un homme de main de Fantômas
- Bernard Musson : un agent qui arrête le commissaire Juve
- Dominique Zardi : un homme de main de Fantômas

Interprètes non crédités :
- Georges Adet : un témoin au portrait robot
- Jean-Louis Allibert : le ministre lisant le journal
- Andrès : un témoin au portrait robot
- Marc Arian : un invité à la réception / un joueur au casino
- Pierre Arpels (doublé par Fernand Fabre) : le directeur de la bijouterie Van Cleef & Arpels[4]
- André Auguet : un joueur au casino
- André Badin : un employé de la bijouterie
- Charles Bayard : le militaire lecteur du journal
- André Bézu : un gardien de prison
- Jean Blancheur : un témoin au portrait robot
- Jean-Paul Blonday : un invité à la réception
- Philippe Castelli : un agent en faction
- Claudie Chantal : l’annonceuse du défilé de bijoux (voix)
- Michel Charrel : un homme de main de Fantômas
- Yvan Chiffre : un homme de main de Fantômas
- Henri Coutet : un témoin au portrait robot
- Marcel Cuminatto : le banquier du casino
- Albert Daumergue : un invité à la réception
- Gil Delamare : un motard
- Gabrielle Doulcet : une dame au portrait robot
- Renée Duchateau : une dame au portrait robot
- Marius Gaidon : un agent au commissariat
- Rémy Julienne : le cascadeur motos (Jean Marais)
- Roger Lecuyer : un invité à la réception
- René Marchal : un invité à la réception[réf. nécessaire]
- Gaston Meunier : un joueur au casino
- Louisette Rousseau : une lectrice
- Jean Sunny : le cascadeur voiture (Jean Marais)

Jean Marais incarne Fantômas, lorsqu'il arbore son masque vert bleu, lorsqu'il enlève son masque devant Fandor et lorsqu'il se fait passer pour lord Shelton, Fandor puis un vieux gardien de la prison. Christian Toma, interprète d'un inspecteur assistant Juve, revêt également le masque de Fantômas dans les scènes où Jean Marais joue Fandor, ou, inversement, tient le rôle de Fandor de dos lorsque Marais est Fantômas de face. Louis de Funès, portant quelques prothèses sur son visage, joue Fantômas dans les scènes où il porte le masque de Juve. Aussi dans la scène du braquage du casino, Louis de Funès apparaît sur une plate-forme plus élevée pour simuler la taille de Fantômas, supérieure à celle de Juve. Toutes ces interprétations de Fantômas sont liées par la voix de Raymond Pellegrin.

## Production et réalisation
Dans un probable souci d'internationalisation, l'accent circonflexe est enlevé du nom de Fantômas (qui le tirait de « fantôme ») dans le titre, même si le nom apparaît parfois intact dans le film,.

### Attribution des rôles
La mannequin populaire Marie-Hélène Arnaud a été choisie pour le rôle de Lady Beltham.
Le véritable joaillier Pierre Arpels, fils de l'un des cofondateurs de Van Cleef & Arpels, accueille Fantômas déguisé en lord Shelton dans la scène d'ouverture,.

### Tournage
Les extérieurs du film ont été tournés de juillet à septembre 1964 à :
- à Paris :
  - 1er arrondissement de Paris : place Vendôme et rue de Castiglione,
  - 8e arrondissement de Paris : place de la Concorde et avenue des Champs-Élysées,
  - 12e arrondissement de Paris : place de la Nation, lorsque Fandor sort du commissariat (en vérité le lycée Arago), épié par Juve dans une voiture banalisée garée au coin de l'avenue Dorian ;
- dans le Val-d'Oise sur la "route des crêtes" à proximité de la Roche Guyon;
- dans les Bouches-du-Rhône ;
  - col de l'Espigoulier, à proximité d'Aubagne et de Cassis, et au col Sainte-Anne, entre Allauch et Mimet.
  - Gémenos
  - calanque d'En-Vau

Le léger maquillage de Louis de Funès pour camper Fantômas prenant l'identité de Juve requit deux heures et demie de travail.

### Cascades
Rémy Julienne, champion de France de moto-cross en 1957, fut engagé en 1964 par Gil Delamare (cascadeur réputé et coordinateur des effets spéciaux) pour réaliser des acrobaties à moto lors de la poursuite finale et doubler Jean Marais. L'acteur réalisa cependant lui-même la majorité des cascades.
Jean Sunny (cascadeur spécialisé sur deux-roues) accepta pour la seule fois de participer à un film, dans la vertigineuse séquence de voiture sans frein qui dévale une forte pente. La scène fut tournée au col de l'Espigoulier, à proximité d'Aubagne et de Cassis, et au col Sainte-Anne, entre Allauch et Mimet.
Claude Carliez a également collaboré au film en tant que responsable de toutes les scènes d'action.
Soucieux de ne pas paraître physiquement inférieur à Jean Marais, Louis de Funès sauta d'un pont dans un train en marche. Réglée par Gil Delamare, la cascade se passa sans incident. En revanche, il se blessa lors de la scène où il est suspendu à une grue au-dessus de Paris. Même s'il n'était qu'à un mètre du sol, « certains troncs nerveux, étirés par cette longue suspension, avaient provoqué une paralysie des muscles de l'épaule ». L'acteur mettra plusieurs années pour recouvrer, en partie, ses capacités.

## Box-office
Avec 4,5 millions de spectateurs en salles, le film fut l'un des grands succès de 1964, année de tous les succès pour Louis de Funès, dont Le Gendarme de Saint-Tropez assit définitivement la popularité.
Le film fera 45,5 millions d'entrées en URSS,, le classant 77e du box-office soviétique de tous les temps. Avec les ressorties, le film fera plus de soixante millions de spectateurs soviétiques, à tel point que vu ce succès, un Fantomas à Moscou fut un temps envisagé.

## Autour du film
- Juve devait être incarné par Bourvil, qui refusa le rôle peu de temps avant le début de tournage[14]. Quant au rôle du journaliste Fandor / Fantômas, il fut un temps envisagé qu'il devait être incarné par l'acteur russo-américain Yul Brynner qui voulait un cachet énorme pour pouvoir jouer dans le film ce que le réalisateur André Hunebelle a refusé. Le choix se porta alors sur l'acteur français Jean Marais[15].
- À la 34e minute du film, on aperçoit sur la couverture du quotidien Le Point du jour, où Juve lance à Fantômas le défi de s'emparer d'une collection de diamants, le numéro de téléphone BAL.53.70. Pourtant la numérotation alphanumérique avait été abolie un an plus tôt, le 1er octobre 1963.
- La voiture de sport grise conduite par Jean Marais à la fin du film est une BMW 507 cabriolet.
- Le film La Diablesse aux 1 000 visages de Chung Chang-wha (1969) s'inspire fortement du Fantomas de Hunebelle[16].
- En 2002, un nouveau film Fantômas fut annoncé avec Jean Reno et José Garcia dans les rôles-titres[17]. Le projet, que devait réaliser Frédéric Forestier en 2003, fut gardé en réserve par « La Petite Reine », la société production de Thomas Langmann, avant d'être réactivé début 2009. Un budget de 50 millions d'euros est consacré au film et le réalisateur Christophe Gans est choisi[18], mais le projet ne verra finalement pas le jour.
- Dans ce film, le nom de Fandor, n'est jamais mentionné, ni prononcé, ni écrit quelque part. Pour preuve, lorsque le commissaire Juve découvre le tatouage que Fantômas a inscrit sur le torse du journaliste, il dit « F comme Fantômas ». Or, le journaliste aurait pu dire pour se défendre « F comme Fandor ». Ce n'est que dans Fantomas se déchaîne que l'on connaîtra le nom du journaliste.[réf. souhaitée]
- La performance de Marais dans ce double rôle est saluée par la critique mais c'est Louis de Funès qui lui ravira la vedette par son interprétation paranoïaque du commissaire Juve. Durant le tournage, le courant ne passa pas entre les deux acteurs. Pour Marais le talent comique de De Funès est « fondé sur la mauvaise humeur ». Ils ne font pas le même métier d'acteur : le premier sert les rôles qu'il interprète, le second se sert des rôles pour lui même, dit Carole Weisweiller[14].

## Erreurs dans le film
Il y a de nombreuses incohérences dans l’enchainement des scènes de la poursuite finale : le lendemain de l'évasion de Juve et Fandor, l'inspecteur Bertrand décide de placer des barrages et Hélène Gurn déclare « Moi aussi je vais m'en occuper ! ». Dans la scène suivante, elle est dans un hélicoptère et déclare au pilote : « Ça doit être cette voiture noire, là-bas ! » sans qu'aucune explication ne soit donnée sur la façon dont elle a retrouvé la voiture (qui a dû parcourir plusieurs centaines de kilomètres depuis Paris pour arriver en bord de mer) ni comment elle l'a identifiée. 
Plus tard, après que Fantômas a volé une locomotive, Juve et Fandor tentent de le suivre en voiture. Alors que la voie ferrée bifurque à gauche, la route continue tout droit. Fantômas profite de ce que ses poursuivants l'ont perdu de vue pour sauter du train. Pourtant, lors de la scène suivante, Juve déclare : « Il est sûrement descendu vers la mer »; sans qu'encore une fois aucune explication ne soit fournie quant à la façon dont il a su qu'il n'était plus dans le train. De même aucune explication n'est fournie sur la façon dont ils suivent Fantômas jusqu'à la crique ni sur celle dont l'hélicoptère les retrouve.

## Distinction
- Victoires du cinéma français 1965 : meilleur acteur français, selon les spectateurs, pour Jean Marais[20],[21],[N 3].

## Procès
Marcel Allain, le seul des auteurs de Fantômas encore en vie à la date de réalisation du film (Pierre Souvestre est mort en 1914), est très mécontent du résultat des trois adaptations tournées par Hunebelle. Il poursuit en justice la société Gaumont pour les torts moraux et commerciaux qu’auraient causés ces « films grotesques » à son œuvre littéraire. 
Le tribunal de grande instance de Paris juge en sa faveur en janvier 1969 : « Attendu que Fantômas […] est essentiellement un être qui « fait peur » ; […] que le caractère bouffon des films litigieux révèle la dénaturation complète de l’œuvre », le tribunal rend caduc le contrat entre Marcel Allain et Gaumont, ordonne l’évaluation de son préjudice et la réévaluation de ses gains à 3 % des recettes des films.